# Chrysopogon crabroniformis
Chrysopogon crabroniformis là một loài ruồi trong họ Asilidae. Chrysopogon crabroniformis được von Roeder miêu tả năm 1881. Loài này phân bố ở miền Australasia.